# Deva
För andra betydelser, se Deva (olika betydelser).
Deva (ungerska: Déva, tyska: Diemrich) är en stad (municipiu) i det historiska landskapet Transsylvanien i västra Rumänien. Den utgör residensstad i länet Hunedoara och hade 66 664 invånare i början av 2009.

## Näringsliv och kultur
Bland sevärdheterna finns en medeltidsfästning (uppförd cirka år 1200) och palatset Magna Curia (1621) i barockstil, som idag inrymmer stadsmuseet. I staden finns också Sportgymnasiet (Liceul Sportiv) där bland annat Nadia Comaneci, Ecaterina Szabo och Lavinia Miloșovici tränades.
I Deva finns ingen stor industriverksamhet eftersom staden var planerad som ett rent administrativt centrum för distriktet. Däremot har staden stor kulturell betydelse eftersom den ligger i närheten av två geografiska områden, Apusenibergen och Poiana Ruscā-bergen), som är rika på folktraditioner.

## Bilder

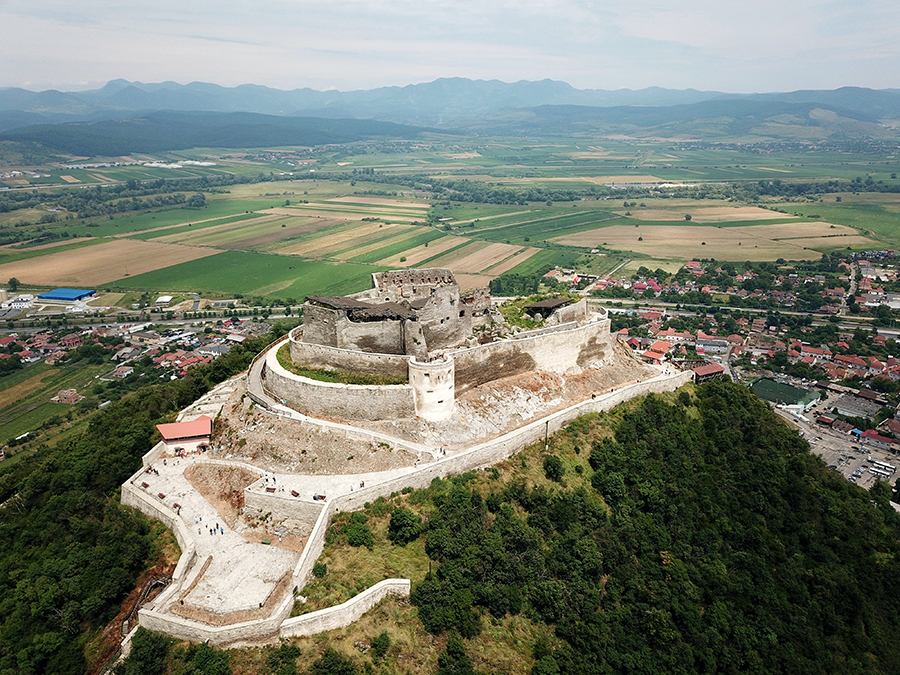
Fästningen.
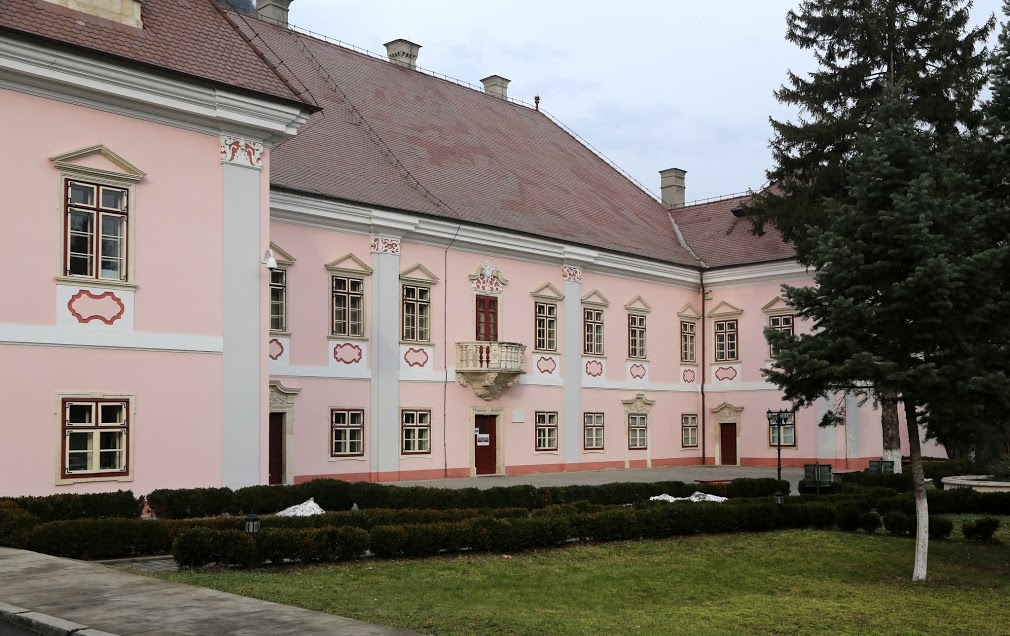
Palatset Magna Curia.
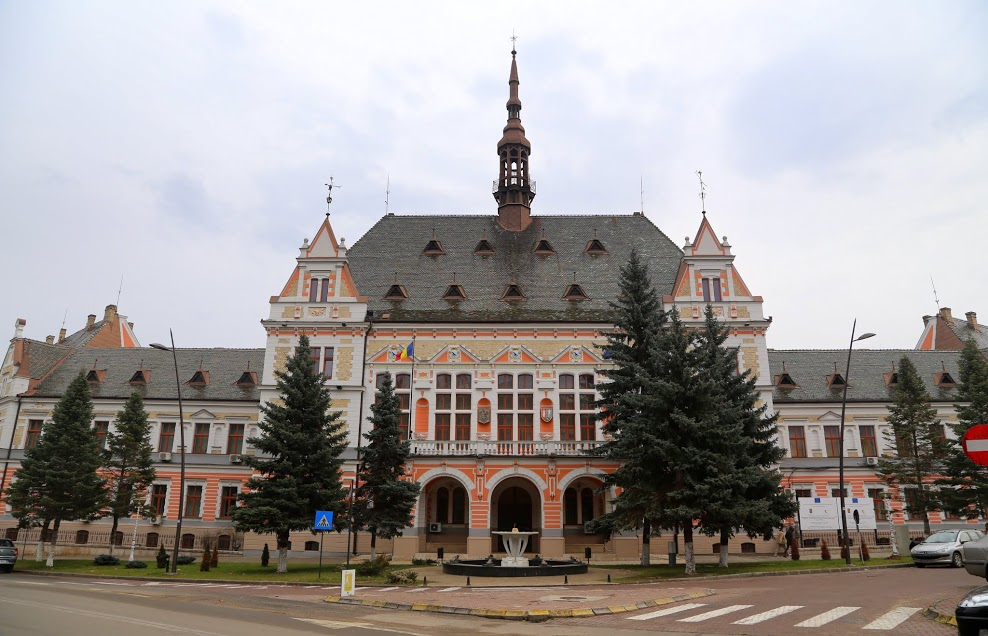
Länsresidenset.